# Geogemma barossii
|  | Dieser Artikel wurde aufgrund von formalen oder inhaltlichen Mängeln in der Qualitätssicherung Biologie zur Verbesserung eingetragen. Dies geschieht, um die Qualität der Biologie-Artikel auf ein akzeptables Niveau zu bringen. Bitte hilf mit, diesen Artikel zu verbessern! Artikel, die nicht signifikant verbessert werden, können gegebenenfalls gelöscht werden. Lies dazu auch die näheren Informationen in den Mindestanforderungen an Biologie-Artikel. |

Geogemma barossii, auch Stamm 121 (auf Englisch: Strain 121) genannt, ist ein Einzeller aus dem Reich der Archaeen. Er wurde erstmals 320 km vor dem Puget Sound in der Nähe einer Tiefsee-Hydrothermalquelle des Juan-de-Fuca-Rückens  gefunden. Das Lebewesen ist hyperthermophil und gedeiht noch bei einer Wassertemperatur von 121 °C, daher rührt auch sein Name. Bei 130 °C stellt der Einzeller sein Wachstum ein, kann die Vermehrung aber wieder aufzunehmen, sobald er in eine kühlere Umgebung verbracht wird.
Diese Fähigkeit des Wachstums bei 121 °C ist insofern bemerkenswert, weil diese Temperatur der Betriebstemperatur eines Autoklavs im medizinischen Umfeld entspricht. Allerdings ist der Stamm 121 nicht infektiös, weil er bei Temperaturen, wie sie in einem Säugetierkörper herrschen, etwa 37 °C, nicht wachsen kann.
Der Metabolismus von Geogemma barossii basiert auf der Reduktion von Eisenoxid.
Die höchste Temperatur, bei welcher für Strain 121 noch eine Vermehrung beobachtet wurde, liegt mit 121 °C um 8 °C höher als der Maximalwert des vorherigen Rekordhalters Pyrolobus fumarii (Tmax=113 °C).